# Ernst Sasse (Tierfilmer)
Ernst Sasse (geb. 1953) ist ein deutscher Tierfilmer und Kameramann.

## Leben
Der Sauerländer Ernst Sasse studierte Biologie und Geographie und promovierte zudem. Nach seiner Berufstätigkeit als Lehrer am Ursulinengymnasium Werl arbeitet er seit über 20 Jahren als Tierfilmer für das deutsche Fernsehen und als Kameramann. Ernst Sasse war mehrfach für seine Arbeiten nominiert und gewann Preise.

## Filmografie (Auswahl)
- 2001: Nomaden der Lüfte – Das Geheimnis der Zugvögel (Le peuple migrateur), (Kamera)
- 2002: Ostpreußens Küste – Elche, Sand und Seeadler (Fernsehdokumentation), (Autor)
- 2006: Ostfriesland – Sieben Inseln und ein Meer (Fernsehdokumentation), (Regie, Buch und Kamera)
- 2009: Kroatien – Naturparadies zwischen Donau und Adria (Fernsehdokumentation), (Regie)
- 2013: Die Nordsee – Unser Meer (Kinofilm), Kamera

## Auszeichnungen
- 1999: Gewinner des Preises Goldener Auerhahn auf dem Internationalen Naturfilmfestival NATURALE für Großes Maul und viel dahinter – Flusspferde im Westen Ugandas
- 2003: Gewinner des BSFC Awards in der Kategorie Beste Kamera von der US-amerikanischen Filmkritikervereinigung Boston Society of Film Critics für Nomaden der Lüfte – Das Geheimnis der Zugvögel
- 2004: Nominierung für den CFCA Award in der Kategorie Beste Kamera von der US-amerikanischen Filmkritikervereinigung Chicago Film Critics Association für Nomaden der Lüfte – Das Geheimnis der Zugvögel
- 2004: Nominierung für den Chlotrudis Award in der Kategorie Beste Kamera von der US-amerikanischen Organisation Chlotrudis Society for Independent Film für Nomaden der Lüfte – Das Geheimnis der Zugvögel
- 2004: Nominierung für den Online Film Critics Society Award in der Kategorie Beste Kamera für Nomaden der Lüfte – Das Geheimnis der Zugvögel
- 2004: Nominierung für den CFCA Award in der Kategorie Beste Kamera von der US-amerikanischen Filmkritikervereinigung Phoenix Film Critics Society für Nomaden der Lüfte – Das Geheimnis der Zugvögel